# أندي كيلي (لاعب كرة قدم)
أندي كيلي (بالإنجليزية: Andy Keeley)‏ هو لاعب كرة قدم بريطاني، ولد في 16 سبتمبر 1956 في Basildon ‏ في المملكة المتحدة. لعب مع توتنهام هوتسبير وسكونثورب يونايتد وشيفيلد يونايتد.